# We Are Number One
We Are Number One(아이슬란드어: Alltaf númer eitt)은 어린이 텔레비전 프로그램 《강철 수염과 게으른 동네》 103화에서 등장한 노래로 작중에서 로비 로튼(Robbie Rotten, 스테바운 카를 스테바운손 분)과 그를 닮은 3명의 악당들로 구성된 4인조가 불렀다. 해당 곡은 유튜브에서 다양한 패러디가 올라오면서 인터넷 밈으로 인기를 얻었다.

## 뮤직비디오
로비 로튼은 자신을 닮은 바비 로튼(Bobbie Rotten), 토비 로튼(Tobbie Rotten), 플로비 로튼(Flobbie Rotten)이라는 3명의 악당에게 슈퍼 영웅 특히 주인공 스포르타쿠스를 잡기 위한 방법을 가르치려고 한다. 이 과정에서 그물, 함정, 바나나 껍질, 줄 등을 동원하지만 일행들의 실수로 인해 실패한다.